# 蘇奧·沙達
蘇阿特·塞爾達爾（德語：Suat Serdar；1997年4月11日—）是一名德國足球運動員，司職中場。目前效力意甲球會維羅納。代表德國國家足球隊參加國際比賽。

## 外部連結
- 蘇奧·沙達在 National-Football-Teams.com 上的出场纪录